# 야엘 스톤
야엘 스톤(Yael Stone, 1985년 3월 6일 ~ )은 오스트레일리아의 배우이다.

## 출연 작품
- Me Myself I
- 오렌지 이즈 더 뉴 블랙